# Sheikh Mujibur Rahman
Sheikh Mujibur Rahman, beng. শেখ মুজিবুর রহমান (ur. 17 marca 1920 w Tungiparze, zm. 15 sierpnia 1975 w Dhace) – polityk reprezentujący separatystyczne dążenia mieszkańców Bengalu Wschodniego (Pakistanu Wschodniego), które ostatecznie doprowadziły w 1971 r. do secesji prowincji i wyłonienia się niepodległego Bangladeszu.
Mujibur Rahman pełnił dwukrotnie funkcję prezydenta Bangladeszu. Po raz pierwszy w okresie 11 kwietnia 1971 – 12 stycznia 1972 (pełnił tę funkcję zaocznie, gdyż w okresie wojny domowej w Pakistanie Wschodnim – Bangladeszu przetrzymywany był w zachodniopakistańskim więzieniu).
Po raz drugi po wprowadzeniu stanu wyjątkowego już w niepodległym państwie bengalskim (25 stycznia – 15 sierpnia 1975). Pełnił również funkcję premiera Ludowej Republiki Bangladeszu w okresie 12 stycznia 1972 – 25 stycznia 1975. Zginął w wyniku zamachu dokonanego przez wojskowych 15 sierpnia 1975 roku. Ojciec dwukrotnej premier Bangladeszu, Sheikh Hasiny Wajed.

## Życiorys

### Wczesne życie
Urodził się we wsi Tungipara w dystrykcie Gopalganj w indyjskiej prowincji Bengal, jego ojciec heikh Lutfur Rahman, był oficerem odpowiedzialnym za prowadzenie dokumentacji w cywilnym sądzie w Gopalganj. Sheik był w rodzinie trzecim dzieckiem miał brata i cztery siostry. W 1929 roku Mujib rozpoczął edukację w klasie trzeciej szkoły publicznej w Gopalganj, a dwa lata później kontynuował edukację w Szkole Islamskiej w Madaripur. W wieku osiemnastu lat wziął ślub z Sheikh Fazilatunnesa Mujib. Mieli razem dwie córki – Sheikh Hasinę i Sheikh Rehanę oraz trzech synów – Sheikh Kamalę, Sheikh Jamal i Sheikh Russel.
Mujib stał się aktywny polityczne, gdy w 1940 roku dołączył do All India Muslim Students Federation. Zapisał się wówczas na Islamia College (teraz Maulana Azad College), szanowanej uczelni związanej z Uniwersytetem Kalkuty, studiował tam prawo i udzielał się w politycznym życiu studenckim. W 1943 roku wstąpił do Bengalskiej Ligi Muzułmańskiej, w tym okresie Mujib popierał budowę odrębnego muzułmańskiego państwa Pakistanu i w 1946 roku został sekretarzem generalnym studentów uczelni Islamia Unii. Po uzyskaniu dyplomu w 1947 roku, Mujib był jednym z muzułmańskich polityków pracujących w Suhrawardy w czasie walk, które wybuchły tam w 1946 roku, tuż przed podziałem Indii.
Po podziale Indii, Rahman zdecydował się na pobyt w nowo utworzonym Pakistanie. Po przyjeździe do Pakistanu Wschodniego, rozpoczął studia na Uniwersytecie w Dhace, by studiować prawo i założył Ligę Studentów Muzułmańskich Pakistanu Wschodniego. Wkrótce stał się jednym z najbardziej znanych studenckich przywódców politycznych regionu. W tym okresie politycznie zbliżył się do socjalizmu. Gdy 26 stycznia 1949 roku rząd ogłosił, że urdu będzie jedynym oficjalnym językiem państwowym Pakistanu, chociaż w Pakistanie Wschodnim większość ludności używała bengali, Rahman trafił do więzienia za udział w protestach i strajkach przeciw tej ustawie. Po tym, jak Muhammand Ali Jinah i pierwszy minister Khwaja Nazimuddin w 1948 roku ogłosili, że ludzie ze Wschodniego Pakistanu będą musieli przyjąć urdu, wśród tamtejszej ludności wybuchły protesty. Mujib zorganizował członków Ligi Muzułmańskiej w organizowaniu strajków i protestów, wraz z Khaleque Nawaz Khanem i Shamsul Haque zostali aresztowani 11 marca. Działacze zostali jednak uwolnieni na skutek protestów studentów i działaczy politycznych. Mujib został wydalony z uniwersytetu i ponownie aresztowany w 1949 roku za próbę zorganizowania protestów i agitacji na rzecz praw pracowników.

### Późniejsza działalność polityczna

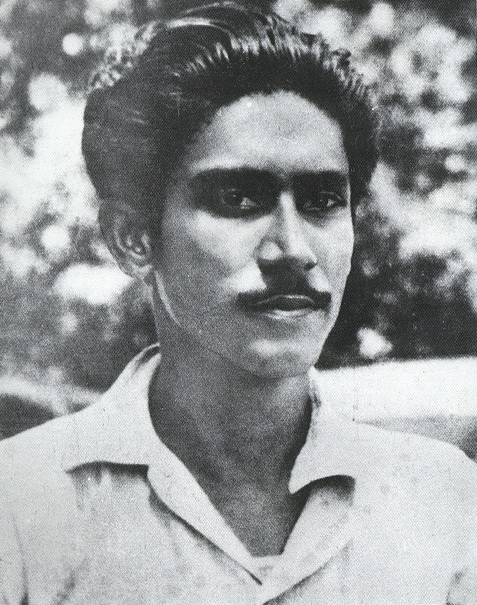
Mujib Sheikh w 1949 roku

Mujib opuścił Ligę Muzułmańską i dołączył do Suhrawardy i Maulana Bhashani, tworzących Ligę Muzułmańską Awami, poprzedniczkę Ligi Awami. Został wybrany sekretarzem jednostki ugrupowania w Bengalu Wschodnim w 1949 roku. Suhrawarda pracował nad budową koalicji partii socjalistycznych i ugrupowań wschodniopakistańskich. W 1953 roku został sekretarzem generalnym partii, przez krótki okres był ministrem rolnictwie w rządzie Abula Kasema Fazlula Huqa, Mujib na krótki okres został aresztowany za organizację protestu przeciwko rządowi centralnym za decyzję o dymisji ministrów Frontu Jedności.
W latach 1955–1958 zasiadał w drugiej Konstytuancie Pakistanu, do której został wybrany w powszechnych wyborach, rząd zaproponował aby połączyć prowincje zachodnie, tym samym wzmacniając rząd centralny. Na skutek tej decyzji w 1956 roku powstała Islamska Republika Pakistanu. Tą samą decyzją prowincje wschodniopakistańskie do tej pory funkcjonujące jako Bengal Wschodni, stały się Pakistanem Wschodnim. Mujib na łamach Zgromadzenia Konstytucyjnego domagał się aby tożsamość etniczna Bengalczyków była przestrzegana. W 1956 roku Mujib wszedł do rządu koalicyjnego jako minister przemysłu, handlu, pracy, walki z korupcją i pomocy wsi. Z ministerstwa zrezygnował w 1957 roku.
W 1958 roku generał Ayub Khan zawiesił konstytucję i wprowadził stan wojenny. Mujib został aresztowany za organizowanie oporu i więziony do 1961 roku. Po wyjściu z więzienia, Mujib rozpoczął organizowanie podziemnego organu politycznego zwanego jako Swadhin Bangal Biplobi Parishad (Bengalska Rada Rewolucyjna), obejmującej przywódców studenckich. Ruch miał na celu obalenie reżimu Ayb Kana. Ruch pracował na rzecz zwiększenia władzy politycznej Bengalczyków i wypracowanie niezależności Pakistanu Wschodniego. W 1962 roku był na krótko aresztowany za organizowanie protestów.

#### Opozycjonista
Po śmierci Suhrawardy w 1963 roku, Mujib objął przywództwo Ligi Awami, która stała się jedną z największych partii politycznych. Z nazwy partii usunięto słowo „muzułmańska” z powodu sekularyzacji partii i szerszych odwołań do społeczności niemuzułmańskich. Mujib był jednym z kluczowych liderów na wiecu opozycji przeciwko prezydentowi Ayubowi Khanowi, który zdecydował się na wprowadzenie stanu wojennego i centralizację władzy. Wraz z innymi partiami politycznymi, Liga Awami poparła opozycyjną kandydatkę Fatimę Jinnah, która w wyborach w 1964 roku stanęła przeciwko Ayubowi Khanowi. Mujib został oskarżony na dwa tygodnie przed wyborami o działalność wywrotową i skazany na rok więzienia. W tym roku w Pakistanie Wschodnim rósł sprzeciw wobec okrucieństw popełnianych na Bengalczykach przez pakistańskie siły zbrojne i zaniedbania przez rządzący reżim spraw Pakistanu Wschodniego.
W Pakistanie Wschodnim doszło do dalszych protestów przeciwko rozkładowi demokracji. W 1966 roku na krajowej konferencji partii opozycyjnych w Lahore, Mujib ogłosił 6-punktowy plan działania, w którym domagał się zwiększenia samorządności, autonomii Pakistanu Wschodniego. Według jego planów konstytucja powinna powołać Federację Pakistanu w jej prawdziwym znaczeniu, rząd federalny powinien zajmować się jedynie obroną i sprawami zagranicznymi, w Pakistanie Zachodnim i Wschodnim powinny istnieć dwie odrębne, lecz wymienialne waluty, podatki i dochody powinny trafiać do jednostek autonomicznych, a rząd centralny będzie uprawniony w pewnym stopniu do udziału w podatkach z regionów autonomicznych, Pakistan Wschodni powinien mieć osobne milicje lub oddziały paramilitarne a obie części Pakistanu powinny mieć dwa oddzielne konta obrotów dewizowych.
Mujib ponownie został aresztowany przez wojsko i po dwóch latach więzienia trafił przed sąd wojskowy. Mujib i inni działacze bengalscy zostali oskarżeni przez rząd o rzekome rozmowy z indyjskimi agentami o podziale Pakistanu, tym samym mieli oni zagrozić jedności, porządkowi i bezpieczeństwu narodowemu. Do spotkania miało dojść rzekomo w mieście Agartala, w indyjskim stanie Tripura. W obronie oskarżonych działaczy doszło do protestów i strajków. Bengalskie grupy studenckie i polityczne utworzyły „plan 11-punktowy”. Rząd uległ presji i uwolnił Mujiba. W 1969 roku Ayub Khan zwołał konferencję partii opozycyjnych i rządu, Mujib zażądał akceptacji jego sześciu punktów i opuścił konferencję po odrzuceniu jego propozycji. W dniu 5 grudnia 1969 na rocznicy śmierci Suhrawardy złożył oświadczenie, że odtąd Pakistan Wschodni będzie nazywany jako „Bangladesz”. Działania i deklaracje Mujiba wywołały napięcia w całym kraju. Zachodniopakistańscy politycy i wojskowi zaczęli widzieć w nim separatystycznego przywódcę. Jego teorie o bengalskiej tożsamości kultowej i etnicznej rozpoczęły debatę nad autonomią regionu. Wielu obserwatorów odrzuciło teorię dwóch narodów, w oparciu o którą został utworzony Pakistan i zaczęło uznawać Bengalczyków za naród. Mujib był w stanie zdobyć poparcie większości mieszkańców Pakistanu Wschodniego.

#### Wybory w roku 1970
W 1970 roku w Pakistan Wschodni uderzył cyklon, pozostawiając setki tysięcy zabitych i miliony przesiedlonych. Bengalczycy byli oburzeni, zaczęło dochodzić do zamieszek a ludność obarczyła winą rząd, który miał nieskutecznie zareagować na katastrofę. Opinia publiczna i partie polityczne w Pakistanie Wschodnim oskarżyły władze rządzące jako nieudolne. Zachodniopakistańscy politycy zaatakowali Ligę Awami oskarżając ją o wykorzystywanie kryzysu dla politycznego zysku. Niezadowolenie doprowadziło do podziałów w ramach służby cywilnej, policji i sił zbrojnych. W pakistańskich wyborach w grudniu 1970 roku Liga Awami pod przywództwem Mujiba zdobyła znaczną większość w prowincji, tworząc tym samym wyraźną większość. Największe i najpopularniejsze partie zachodniego Pakistanu takie jak Pakistańska Partia Ludowa, na czele której stał Zulfikar Ali Bhutto, stały w opozycji do żądań większej autonomii stawianej przez Mujiba. Bhutto zagroził bojkotem rządu, jeśli rządzący w dalszym ciągu Yahya Khan zaprosi Mujiba do tworzenia rządu. W tym czasie ani Mujib ani Liga Awami nie domagały się niezależności politycznej, lecz mniejsze grupy nacjonalistyczne zdecydowanie żądały niepodległości Bangladeszu. Bhutto obawiając się wojny domowej wysłał do Mujiba tajną wiadomość, aby umówić się na spotkanie z nim. Ustalono, że Mujib i Bhutto utworzą rząd koalicyjny. Wydarzenie to miało miejsce w tajemnicy i nikt z sił zbrojnych Pakistanu nie był o tym informowany. Tymczasem Bhutto zwiększył presję na Yahyę Khana, aby ten pozwolił mu stanąć na czele rządu.

### Wojna wyzwoleńcza
Yahya Khan opóźnił zwołanie zgromadzenia, ruch ten widziany był przez Bengalczyków jako odmowa udziału Mujiba i Ligi Awami w rządzie. W dniu 7 marca 1971 roku Mujib wezwał do niepodległości i poprosił ludzi, aby rozpoczęli kampanię obywatelskiego nieposłuszeństwa i uwolnili ludzi przetrzymywanych w Dhace. Po ostatniej próbie wypracowania porozumienia, Yahya Khan ogłosił stan wojenny i zdelegalizował Ligę Awami, nakazał też armii aresztowanie Mujiba i innych liderów i aktywistów. Armia rozpoczęła operację skierowaną przeciwko ruchowi bengalskiemu. Mujib w telegrafie w dniu 26 marca 1971 roku poprosił o przetrzymanie okupacji Wschodniego Pakistanu. Mujib został przewieziony do Pakistanu Zachodniego i więziony. Wielu polityków Ligi uniknęło aresztowania, ponieważ uciekli do Indii i innych krajów.
Armia pakistańska, która miała w założeniu rządu przywrócić porządek, szybko rozpoczęła rozlew krwi i terror. Pakistańskie bojówki znane jako Razakars prowadziły akcje przeciwko bengalskim intelektualistom, politykom, związkowcom, jak i zwykłym cywilom. W odpowiedzi na terror zaczął kształtować się bengalski ruch oporu, a w kraju dochodziło do aktów przemocy ze względu na pochodzenie etniczne. Duża część zamieszkujących kraj Hindusów uciekła do sąsiednich stanów: Bengal Zachodni, Assam i Tripura. Armia i pułki policji Pakistanu Wschodniego zbuntowały się przeciwko rządowi centralnemu a politycy Ligi Awami utworzyli rząd na uchodźstwie. Utworzony został też zbrojny bengalski ruch oporu Mukti Bahini. Po interwencji indyjskiej w grudniu 1971 roku armia pakistańska poddała się a bengalski ruch oporu utworzył w Dhace niepodległy rząd.
Po rezygnacji Yahyi Khana władzę w Pakistanie objął Zulfikar Ali Bhutto, który w dniu 8 stycznia 1972 roku podjął decyzję o uwolnieniu Mujiba. Następnie Mujib wyleciał do Londynu, gdzie spotkał się z brytyjskim premierem Edwardem Heathem. Mujib następnie poleciał do Nowego Delhi, skąd udał się do Dhaki. W Indiach spotkał się z premier Indirą Gandhi i prezydentem Varahagirim Venkatą Girim.

### W niepodległym Bangladeszu
Mujibur Rahman na krótko objął przewodnictwo tymczasowe, następnie został premierem rządu. Po wyborach w 1970 roku utworzony został tymczasowy parlament nowego państwa. Mukti Bahini i inne milicje połączone zostały w armię Bangladeszu, nad którą do 17 marca kontrolę sprawują sił zbrojne Indii. Mujib udał się do Stanów Zjednoczonych, Wielkiej Brytanii i innych krajów europejskich w celu uzyskaniu pomocy humanitarnej i rozwojowej. Rząd podpisał z Indiami traktat o przyjaźni które zobowiązały się pomóc nowemu państwu w treningu wojska i zobowiązały się dostarczyć pomocy humanitarnej. Mujib prywatnie nawiązał bliską przyjaźń z indyjską premier Indirą Gandhi, chwaląc decyzje Indii o poparciu dla nowego państwa. Rząd Indii za życia Mujiba nie pozostawał jednak w ścisłej współpracy z Bangladeszem.
Zdecydował o ustanowieniu nowej konstytucji, czym zająć się miał tymczasowy parlament, ogłosił też cztery podstawowe zasady: „nacjonalizmu, sekularyzmu, demokracji i socjalizmu”, które stały się znane jako „Mujibism”. Rząd znacjonalizował setki firm i spółek, zainicjował reformę rolną, która miała na celu pomoc milionom ubogich rolników. Starano się o powrót do kraju 10 milionów uchodźców, którzy opuścili kraj w okresie wojny wyzwoleńczej. Gospodarka zaczęła się rozwijać i zapobiegać głodowi. Konstytucja została ogłoszona w 1973 roku, w tym samym roku odbyły się wybory które wygrała Liga Awami. Rząd rozpoczął realizację państwowych programów edukacyjnych, kanalizacyjnych, żywnościowych, zdrowotnych, w całym kraju dostarczano wodę i montowano elektryczność. Plan pięcioletni z 1973 roku ukierunkował inwestycję państwową w dziedzinie rolnictwa i infrastruktury wiejskiej. Choć Bangladesz zobowiązał się do sekularyzmu, Mujib stopniowo zbliżył się do politycznego islamu zarówno poprzez politykę, jak i indywidualne zachowania. Odbudował on Akademię Islamską rozwiązaną w 1972 roku w związku z podejrzeniem zmowy z pakistańskimi siłami zbrojnymi i zakazał hazardu, produkcji i sprzedaży alkoholu, spełniając tym samym żądania grup islamskich. Mujib dążył do członkostwa Bangladeszu w Organizacji Konferencji Islamskiej (OIC) i Islamskim Banku Rozwoju. W 1974 roku wziął udział w szczycie OIC w Lahore co pozwoliło mu znormalizować stosunki z Pakistanem.

#### Zamach i zabójstwo Mujibura Rahmana
Entuzjazm zmniejszyła klęska głodu z 1974 roku. Rozwijała się opozycja islamistyczna i komunistyczna. 15 sierpnia 1975 roku grupa oficerów zaatakowała czołgami rezydencję prezydencką oraz zamordowała prezydenta, jego rodzinę i pracowników rezydencji. Z masakry udało się przeżyć tylko jego córkom: Sheikh Hasinie Wajed i Sheikh Rehanie, które przebywały wówczas w Niemczech Zachodnich, zostały one jednak objęte zakazem wjazdu do Bangladeszu. Za zamachem stała grupka niezadowolonych z rządów Mujibura oficerów wspieranych przez islamistów, mógł w nim także maczać palce ambasador USA w Dhace Eugene Booster oraz CIA. Śmierć Mujibura na wiele lat pogrążyła Bangladesz w serię zawirowań politycznych. Przywódcy puczu wkrótce sami zostali obaleni, a seria zamachów i zabójstw politycznych sparaliżowała kraj. Spokój w kraju w dużej części zapoczątkował zamach stanu z 1977 roku, który dał władzę Ziaurowi Rahmanowi, który ogłosił się prezydentem w 1978 roku i powołał prawicową partię, Nacjonalistyczną Partię Bangladeszu.

## Upamiętnienie
Jego wizerunek został umieszczony na bengalskich monetach obiegowych o nominałach 1, 2 i 5 taka.

## Ciekawostki
Pod koniec czerwca 1974 roku odwiedził prezydenta Jugosławii, Josipa Broz Tito, w czasie spotkania obaj prezydenci spóźnili się na oficjalne przyjęcie ze względu na trwający w tym czasie mecz jugosłowiańskiej reprezentacji w piłce nożnej w ramach mundialu, którego transmisję oglądali w telewizji.